# Bořená Hora
Bořená Hora (dříve někdy zcela ojediněle i Bořená Lhota, německy Borschena Lhota) je malá vesnice, část obce Štětkovice v okrese Příbram ve Středočeském kraji. Nachází se asi jeden kilometr jižně od Štětkovic. Je zde evidováno 19 adres. V roce 2011 zde trvale žilo 21 obyvatel.
Bořená Hora leží v katastrálním území Štětkovice o výměře 4,98 km².

## Historie
První písemná zmínka o vesnici pochází z roku 1359.
Za druhé světové války se ves stala součástí vojenského cvičiště Zbraní SS Benešov a její obyvatelé se museli 1. dubna 1944 vystěhovat.

## Těžba kamene
Necelých 500 metrů severně od Bořené Hory se nachází zatopený žulový lom. Otevřený byl v roce 1922 a byl v provozu do roku 1970. Těžba zde pak byla ještě krátce obnovena po restitucích v devadesátých letech 20. století. Namodralý, středně zrnitý sedlčanský granit byl převážně využíván jako pomníkový a dlažební kámen. Byl použit též při stavbě kostela Nejsvětějšího srdce páně v Praze na Vinohradech, kasáren v Rakovníku a mostu ve Veselí nad Lužnicí.

## Obyvatelstvo
| Rok            | 1869 | 1880 | 1890 | 1900 | 1910 | 1921 | 1930 | 1950 | 1961 | 1970 | 1980 | 1991 | 2001 | 2011 | 2021 |
| -------------- | ---- | ---- | ---- | ---- | ---- | ---- | ---- | ---- | ---- | ---- | ---- | ---- | ---- | ---- | ---- |
| Počet obyvatel | 72   | 72   | 62   | 56   | 51   | 50   | 50   | 42   | 40   | 37   | 40   | 25   | 23   | 21   | 23   |
| Počet domů     | 9    | 9    | 8    | 8    | 8    | 8    | 9    | 10   | 10   | 10   | 10   | 14   | 12   | 15   | 15   |

## Obecní správa
Při sčítání lidu v letech 1850–1929 Bořená Hora byla osadou obce Kosova Hora v okrese Sedlčany. Od roku 1930 je částí obce Štětkovice, se kterým patřila nejprve do okresu Sedlčany, ale od roku 1960 v okrese Příbram.